# Mkoani (huyện)
Mkoani là một huyện thuộc vùng Pemba South, Tanzania. Thủ phủ của huyện Mkoani đóng tại Ngombeni. Huyện Mkoani có diện tích ki lô mét vuông. Đến thời điểm điều tra dân số ngày 25 tháng 8 năm 2002, huyện Mkoani có dân số 92473 người.